# Colonia Guadalupe, Tulancingo de Bravo
Colonia Guadalupe är en ort i Mexiko.   Den ligger i kommunen Tulancingo de Bravo och delstaten Hidalgo, i den sydöstra delen av landet, 120 km nordost om huvudstaden Mexico City. Colonia Guadalupe ligger 2 332 meter över havet och antalet invånare är 115.
Terrängen runt Colonia Guadalupe är huvudsakligen kuperad, men norrut är den platt. Runt Colonia Guadalupe är det ganska tätbefolkat, med 108 invånare per kvadratkilometer. Närmaste större samhälle är Tulancingo, 7,7 km sydväst om Colonia Guadalupe. I omgivningarna runt Colonia Guadalupe växer huvudsakligen savannskog.